# Caroline Sinz
Caroline Sinz est grand reporter à France 2 au service « Société ».

## Biographie
Diplômée d'une maîtrise de journalisme (CUEJ Strasbourg, promotion 1986) et d'une licence de lettres modernes, elle a été envoyée spéciale en Albanie, Irak, Égypte, Liban, Syrie, Jordanie, États-Unis. Elle a aussi couvert la prise d'otages de l'école maternelle de Neuilly-sur-Seine en 1993.
Elle a été lauréate du Prix de Bayeux des correspondants de guerre 2005 (Prix des lycéens) pour son reportage tourné le 6 novembre 2004 en Irak avec Christian de Carne, Salah Agrabi et Michelle Guilloiseau-Joubair, intitulé Hôpital pédiatrique de Bagdad. 
La Plume d'Or de l'Open de la Presse 2004 lui a aussi été décernée pour l'ensemble de ses reportages de guerre. 
Le 24 novembre 2011, au Caire, près de la place Tahrir, elle est agressée physiquement et violée (pénétration digitale) par une foule d'hommes : « J'ai été tabassée par une meute de jeunes et d'adultes qui ont arraché mes vêtements » et qui ont procédé à des attouchements répondant « à la définition du viol », témoigne-t-elle. Encore dans une autre interview : « Ils étaient une cinquantaine, ils ont déchiré mes vêtements, ont arraché mon jeans et mes sous-vêtements. Ils m'ont violée avec leurs doigts. Pendant 45 minutes. La foule applaudissait autour ». Elle déclarera plus tard : « Le viol, c’est honteux, tabou. Si on m’avait tiré dessus, cela aurait paru plus glorieux ! »,.
Le 7 décembre 2016, un reportage de Caroline Sinz diffusé dans le JT de France 2 suscite une vive polémique. Elle y suggère qu'un café de Sevran, le Jockey Club, serait interdit aux femmes. Cette version est contestée par deux journalistes du Bondy Blog et un journaliste de France 2, Mathieu Fauroux, qui affirment avoir parlé avec des clientes fidèles de ce café. Le propriétaire du Jockey Club a décidé de porter plainte contre France Télévisions pour "diffamation et provocation à la haine raciale". L'humoriste Yassine Belattar décide de donner son aide au propriétaire pour prouver que l'endroit a toujours été ouvert à tous ; pour cela il investit financièrement et organise des événements ouverts à tous. 
Le 29 janvier 2018 dans le cadre de la mission confiée à Jean-Louis Borloo sur la politique de la ville, le directeur chargé du numérique et de la diversité à France Télévisions Hervé Brusini reconnaît que le reportage de France 2 sur le bar PMU de Sevran a été « un bug ». Dans un entretien téléphonique avec le Bondy Blog, il confirme ce terme, mais ajoute « Comment analyser ce bug ? Je ne sais pas ? Je ne suis pas mandaté pour en parler ».

## Distinction
Caroline Sinz est chevalier de la Légion d'honneur de la République française depuis le 25 février 2009.